# SMK (Panzer)

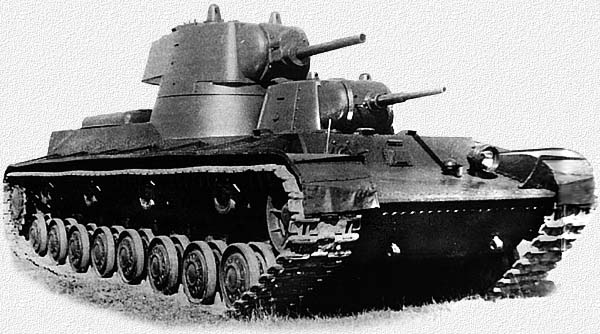
SMK-Panzer

Der SMK war ein Prototyp eines schweren sowjetischen Panzers.
Ab 1932 begannen in der Sowjetunion Entwicklungsarbeiten an einer ganzen Reihe überschwerer Panzer. 
Im Jahr 1938 sollte eine dritte Generation schwerer Panzer entwickelt werden, die als Ersatz für den T-35 vorgesehen waren. Zwei Ingenieurgruppen begannen mit der Entwicklung: Während das OKMO-Kollektiv den T-100 „Sotka“ hervorbrachte, konstruierte das Team um Oberstleutnant Kotin den SMK (benannt nach S. M. Kirow). Während die ursprüngliche Forderung des Militärs einen Fünf-Turm-Panzer verlangte, sprachen sich die Konstruktionsteams übereinstimmend gegen eine solche Konstruktion aus. Noch bevor das Projekt begonnen wurde, konnte man die Projektierung auf drei Türme begrenzen. Nach ersten Präsentationen fiel dann die Entscheidung, die Zahl der Türme weiter zu reduzieren.
Die beiden Entwürfe glichen sich schließlich äußerlich sehr. Die Konstruktion des SMK als auch des T-100 griffen die Idee des Multi-Turm-Konzeptes auf, das bereits beim T-28 und T-35 die Entwicklung bestimmte. Die Zahl der Türme wurde jedoch auf zwei reduziert.
Das Ingenieurteam von Kotin stand dem Konzept des Mehr-Turm-Panzers kritisch gegenüber und konnte parallel die Entwicklung des SMK als konventionellem Panzer mit einem Turm betreiben. Dieses Projekt führte zum Prototyp des KW-1.
Der erste Prototyp des SMK und des KW wurden im August 1939 fertiggestellt. Im September wurde der Prototyp zur Erprobung nach Kubinka entsandt und kam in der Folge im Finnlandkrieg zum Einsatz. Dort lief das Fahrzeug im Einsatz auf eine Mine. Die deutsche Aufklärung bezeichnete das Fahrzeug irrtümlich als T-35C.

## Technische Daten
- Besatzung 7
- Gewicht 55 t
- Länge 8,38 m
- Breite 3,3 m
- Höhe 3,45 m
- Bewaffnung
  - L-11 76,2-mm-Kanone
  - 20-K 45-mm-Kanone
- Motor AM-34 mit 850 PS
- Geschwindigkeit (Straße) 36 km/h
- Fahrbereich 150 km
- Panzerung 20–60 mm